# Liste des livres de Charmed
Cet article présente la liste des romans de la série Charmed.
| Nº | Titre                          | Titre Anglais                   | Auteur                            | Date de parution |
| -- | ------------------------------ | ------------------------------- | --------------------------------- | ---------------- |
| 1  | Le Pouvoir des Trois           | The Power of Three              | Eliza Willard                     | 2001             |
| 2  | Le baiser des Ténèbres         | Kiss of Darkness                | Brandon Alexandra                 | 2001             |
| 3  | Le sortilège écarlate          | The crimson spell               | F. Goldsborough                   | 2001             |
| 4  | Quand le passé revient         | Whispers from the past          | Rosalind Noonan                   | 2001             |
| 5  | Rituel vaudou                  | Voodoo moon                     | Wendy Staub                       | 2001             |
| 6  | Menaces de mort                | Haunted by desire               | Cameron Dockey                    | 2001             |
| 7  | Le violon ensorcelé            | The Gypsy enchantment           | Carla Jablonski                   | 2002             |
| 8  | Le secret des Druides          | The legacy of Merlin            | Eloise Flood                      | 2002             |
| 9  | La fiancée de Nikos            | Soul of the bride               | Elizabeth Lenhard                 | 2002             |
| 10 | La statuette maléfique         | Beware what you wish            | Diana G. Gallagher                | 2002             |
| 11 | La Sorcière perdue             | Charmed again                   | Elizabeth Lenhard                 | 2003             |
| 12 | La ceinture sacrée             | Spirit of the Wolf              | Diana G. Gallagher                | 2003             |
| 13 | Le jardin du mal               | Garden of Evil                  | Emma Harrison                     | 2003             |
| 14 | Démons sur le Net              | Date with Death                 | Elizabeth Lenhard                 | 2003             |
| 15 | Mauvaises fréquentations       | Dark vengeance                  | Diana G. Gallagher                | 2003             |
| 16 | L'ombre du Sphinx              | Shadow of the Sphinx            | Carla Jablonski                   | 2003             |
| 17 | L'enlévement des Sorciers      | Something wiccan this way comes | Emma Harrison                     | 2003             |
| 18 | Etrange nuée                   | Mist and stone                  | Dianna G. Gallagher               | 2004             |
| 19 | Le reflet du miroir            | Mirror image                    | Jeff Mariotte                     | 2004             |
| 20 | Entre deux mondes              | Between worlds                  | Bobbi J.G. Weiss & Jacklyn Wilson | 2004             |
| 21 | Trahisons et conséquences      | Truth and consequences          | Cameron Dokey                     | 2004             |
| 22 | Une chance d'Enfer             | Luck be a Lady                  | Scott Ciencin                     | 2005             |
| 23 | La Sorcellerie en héritage     | Inherit the Witch               | Laura J. Burns                    | 2005             |
| 24 | Deux Piper valent mieux qu'une | A tale of two Pipers            | Emma Harrison                     | 2005             |
| 25 | Avis de tempête                | The brewing storm               | Paul Ruditis                      | 2006             |
| 26 | Que les meilleures gagnent     | Survival of the fittest         | Jeff Mariotte                     | 2006             |
| 27 | La dernière note               | Pied Piper                      | Debbie Viguié                     | 2006             |
| 28 | Un vent de mysticisme          | Mystic knoll                    | Diana G. Gallagher                | 2006             |
| 29 | Les berceaux musicaux          | Changeling places               | Micol Ostow                       | 2007             |
| 30 | Le choix de la Reine           | The Queen's curse               | Emma Harrison                     | 2007             |
| 31 | Le portrait maudit             | Picture perfect                 | Cameron Dokey                     | 2007             |
| 32 |                                | Demon doppelgangers             | Greg Elliot                       |                  |
| 33 |                                | Hurricane hex                   | Diana G. Gallagher                |                  |
| 34 |                                | As Puck would have it           | Paul Ruditis                      |                  |
| 35 |                                | Sweet talkin' Demon             | Laura J. Burns                    |                  |
| 36 |                                | Light of the World              | Scott Ciencin                     |                  |
| 37 |                                | House of shards                 | Miscol Ostow                      |                  |
| 38 |                                | Phoebe who ?                    | Emma Harrison                     |                  |
| 39 |                                | High spirits                    | Scott Ciencin                     |                  |
| 40 |                                | Leo rising                      | Paul Ruditis                      |                  |
| 41 |                                | Trickery treat                  | Diana G. Gallagher                |                  |